# 武田元信
武田 元信（たけだ もとのぶ）は、戦国時代の守護大名。武田国信の次男。若狭国・丹後国守護、安芸国分郡守護。若狭武田氏5代当主。

## 生涯

### 家督継承
寛正2年（1461年）、武田国信の次男として誕生したとされる（『諸家系図纂』）が、佛國寺所蔵の「武田氏系図」では文安3年（1446年）生まれとされる。若狭武田氏は代々管領細川氏との関係が深かったといわれ、元信が文明3年（1471年）に元服して細川勝元に付けられた名前は勝元の「元」（管領細川家の通字）と武田家の通字の「信」から成る。尚、「元」の字は子の元光、曾孫の義統（義元）も使用している。文明17年（1485年）兄・信親が早世し、延徳2年（1490年）には父・国信が死去したため、家督を継承した。

### 明応の政変と将軍足利義澄の信任
明応2年（1493年）4月22日、10代将軍・足利義材が廃された明応の政変に際しては、11代将軍・足利義澄を擁立した管領細川政元（勝元の子）を支援した。
この際、武田元信は明応2年閏4月3日に上洛している（『北野社家日記』）が、その2日前に細川京兆家と対立関係にあった大内政弘の娘が京都で誘拐される事件が発生している。ところが、早くから武田元信が先に政弘の娘との婚約を破棄された事への報復と噂されていた（『大乗院寺社雑事記』）。一方で、直後に細川政元が堺に滞在していた大内義興（政弘の子で先に誘拐された娘の実兄）を自陣営に勧誘しており、大内氏が政変に反対しないように政元と元信が人質を確保するために誘拐事件を起こしたとする見方もある（藤井崇『大内義興』戎光祥出版、2014年、P40-41）。
しかし、細川政元から恩賞として深草の地を貰う約束が反故になったことから、11月に家臣と共に出奔してその後若狭に帰国してしまった。ただし、間もなく細川政元と和解して越中国に逃れた前将軍足利義材の上洛に備えている。
明応8年（1499年）10月、足利義材は畠山尚順と連携して上洛戦を開始し、まず元信の領国である若狭に向かった。これは若狭の国人たちを説き兵士を募ろうとしたと考えられる。しかし、これは成功せず、足利義材は近江の海津を通り、同年11月に坂本まで進軍した。在京していた元信は足利義澄・細川政元に加勢して後土御門天皇を警護し、結果、足利義材の上洛を退けた。足利義澄はこの功績から元信を相伴衆にしようとしたところ、細川政元が反対したため、代わりに朝廷の反対を押し切って文亀元年（1500年）に未だ叙爵を受けていない元信を従四位下に叙位させた。なお、朝廷では口宣案に既に叙位を受けていたとする虚偽の内容を盛り込んでいる。

### 若狭武田家の繁栄
元信は、以降も軍事活動などを通じて室町幕府将軍や細川京兆家との繋がりを更に深め、若狭武田家を繁栄させた。しかし、丹後一色氏との対立は一進一退の状況が続き、永正3年（1506年）には丹後侵攻を図って失敗し、一色氏の若狭侵攻の際には越前国の朝倉氏の援軍もあり、これを撃退している。また、領内で起きた土一揆などにも苦しめられるなど、その体制は必ずしも順風満帆ではなかったものの、武田氏に対する段銭・役夫工米の免除や荘園に対する押妨の停止などを命ずる室町幕府奉行人奉書は武田元信の代に目立って少なくなり、幕府の支配を離れ、若狭武田氏を守護大名から戦国大名へと転身させる基礎を築いた。

### 2度の政局の変転と晩年
しかし、永正4年（1507年）に細川政元が暗殺され、翌年に大内義興・細川高国によって擁立された足利義稙（義材）が上洛して将軍に復帰する（永正の錯乱）。反大内であった元信は政治的な力を失い若狭に退き、永正16年（1519年）に形式上、家督を子の元光に譲り出家する。
その後の大永元年（1521年）3月に細川高国と対立した足利義稙が出奔して、7月に義澄の子・義晴が新将軍になると、高国と和解した元信は8月に再び上洛して復権を果たした。
10月4日、禁裏御所の修理費5000疋を朝廷に献上し、功労により同月22日に守護としては異例の従三位に昇叙した。同年12月3日に死去。法名は仏国寺殿青光禄大丈夫三品大雄紹公大禅定門。墓所は福井県小浜市の佛國寺。

## 文化の再興
和歌や故実などの公家文化に通じ、戦乱により衰退していた芸能文化面の再興に大きく貢献した。家臣の粟屋氏ともども、京都の貴紳三条西実隆との親密な交流が知られる。国の重要文化財に指定された『実隆公記』には、元信が藤原定家自筆の『伊勢物語』を所持していたことが記されている。また元信自身も、定家の『伊勢物語』や家集を書写したと伝わる。

## 系譜
- 父：武田国信
- 母：不詳
- 妻：伊勢貞祐（政所執事伊勢貞宗の弟）の娘
- 生母不明の子女
  - 男子：潤甫周玉
  - 男子：武田元光
  - 男子：武田元度
  - 男子：武田信孝? - 元度の子とも
  - 男子：武田信堅?
  - 男子：武田輝信 - 五男[3]。左兵衛佐。永禄の変で死亡。
  - 男子：山県秀政